# 喜热厌氧菌属
喜热厌氧菌属（学名：Caloranaerobacter）是热盐杆菌科下的一个属。

## 下属物种
本属包括以下物种：
- 深海喜热厌氧菌 Caloranaerobacter azorensis Wery et al., 2001
- 铁还原喜热厌氧菌 Caloranaerobacter ferrireducens Zeng et al., 2015，分离自东太平洋深海热液口硫化物沉淀样品。[2]